# Бендиксен, Йонас
Йонас Бендиксен (норв. Jonas Bendiksen; род. 8 сентября 1977, Тёнсберг) — норвежский фотожурналист, лауреат международных премий, член фотоагентства Magnum Photos.

## Биография
Бендиксен родился в норвежском городе Тёнсберг, графстве Вестфолл.
В 19 лет начал стажировку в лондонском офисе фотоагентства Magnum Photos, а вскоре после этого начал карьеру фотографа.
В течение семи лет путешествовал по приграничным государствам бывшего Советского Союза, включая Абхазию, Узбекистан, Казахстан, Молдову, Приднестровье, Сибирь и Кавказ. В 2006 году выпустил книгу «Спутники» (англ. Satellites) на английском, французском, итальянском и голландском языках, посвященная теме республик постсоветского пространства, состоящая из фотографий этой поездки.
В течение трех лет Бендиксен фотографировал общины трущоб в Найроби в Кении, Мумбаи в Индии, Джакарте в Индонезии и Каракасе в Венесуэле для книги «Места, в которой мы живем» (англ. The Places We Live), опубликованной в 2008 году на английском и норвежском языках, и выставки, содержащей проекции и видеозаписи.
Бендиксен присоединился к Magnum Photos в 2004 году и является полноправным членом с 2008 года. В 2010 году являлся президентом Magnum Photos.
Его фотографии публиковались, среди прочего, в National Geographic, Geo, Mare, The Sunday Times Magazine и Newsweek.
В 2018 году Бендиксен опубликовал книгу «Последний завет» (англ. The Last Testament), в которой рассказывается о жизни семи мужчин, считающие себя вторым пришествием Христа. Этот фотопроект также был представлен в документальных сериях телеканала NRK.
В настоящее время Бендиксен проживает вместе со своей семьей в окрестностях Осло.

### Книги
- Йонас Бендиксен. Satellites. — Нью-Йорк: Aperture, 2006. — С. 152. — ISBN 9781597110235.[14][15]
- Йонас Бендиксен. The Places We Live. — Нью-Йорк: Aperture, 2008. — С. 196. — ISBN 9781597110679.[16][17]
- Йонас Бендиксен. The Last Testament. — Нью-Йорк: Aperture, 2017. — С. 468. — ISBN 9781597114288.[18][19][20]

Каталоги
- Magnum Photos. A Year in Photography: Magnum Archive. — Prestel, 2010. — С. 736. — ISBN 9783791344355.
- Kristen Lubben. Magnum Contact Sheets. — Лондон : Thames & Hudson, 2011. — С. 508. — ISBN 9780500544129.
- Kristen Lubben. Magnum Contact Sheets (compact edition). — Лондон : Thames & Hudson, 2014. — С. 524. — ISBN 9780500544310.

### Публикации
- Йонас Бендиксен. Messiah complex // National Geographic. — 2017. — № 232 (август). — С. 82—93.

## Выставки
- 2007: Welcome to Nowhere, Stills Gallery, Сидней. Выставка, посвященной 60-летию Magnum Photos, рубрика «Свежая кровь».[21][22]

## Фильмография
| Год  |     | Русское название                 | Оригинальное название    | Роль                                                       |
| ---- | --- | -------------------------------- | ------------------------ | ---------------------------------------------------------- |
| 2009 | док | Космические туристы              | Space Tourists           | Самого себя - Фотограф Magnum / Self - Magnum Photographer |
| 2010 | док | Вода: наш испытывающий жажду мир | Water: Our Thirsty World | Самого себя - Фотограф Magnum / Self - Magnum Photographer |

В 2017 году был участником норвежского ток-шоу «Lindmo» в качестве приглашенного гостя.

## Награды и премии
- 2003: Infinity Award, номинация «Молодой фотограф», Международный центр фотографии, Нью-Йорк[26]
- 2004: World Press Photo Awards, 2-е призовое место, категория «Повседневная жизнь», World Press Photo, Амстердам.[27]
- 2007: National Magazine Awards, The Paris Review, категория «Фотожурналистика».[28][29]
- 2008: Telenor Culture Award, Берум, Норвегия.[30]
- 2013: Pictures of the Year International, награда «За выдающиеся достижения».[31]
- 2014: Pictures of the Year International, 1-е место в категории «Спорт».[32]
- 2014: Pictures of the Year International, 1-е место в категории «Спорт» в категории «Спорт».[33]
- 2014: NPPA Best of Photojournalism, 1-е место в категории «Спорт»[34]
- 2017: Best Photography Book, Фотографии года, «The Last Testament»